# Cetomya umbonata
Cetomya umbonata is een tweekleppigensoort uit de familie van de Poromyidae. De wetenschappelijke naam van de soort is voor het eerst geldig gepubliceerd in 1982 door Knudsen.